# Hemeroblemma cinctilinea
Hemeroblemma cinctilinea är en fjärilsart som beskrevs av Walker 1858. Hemeroblemma cinctilinea ingår i släktet Hemeroblemma och familjen nattflyn. Inga underarter finns listade i Catalogue of Life.